# 義認の教理に関する共同宣言
義認の教理に関する共同宣言（ぎにんのきょうりにかんするきょうどうせんげん、Joint Declaration on the Doctrine of Justification）とは、ルーテル世界連盟とカトリック教会が1999年10月31日に調印した義認についての共同の宣言である。カトリック教会も信仰によって福音を理解することを公式に宣言した。この宣言の2章「エキュメニカルな問題としての義認の教理」で、トリエント公会議による信仰義認主張者への断罪はルーテル教会に適用されず、またルターによる信仰義認否定者への断罪はカトリック教会に適用されないと定めた。
ルーテル教会内のリベラル派は、このことをもってカトリック教会が信仰義認の教理を自派に適用したと看做しているが、ルーテル教会内の保守派はそのような解釈を拒んでいる。
カトリック系南山大学のリチャード・ジップルは「論争に終止符か」と題し、好意的に評価しているが、日本ではほとんど報道されなかった。カトリック新聞1999年11月14日号では報道された。
カトリック東京教区エキュメニズム担当委員でカトリック木更津教会小林敬三神父は「世界エキュメニカル史上画期的出来事」と評価している。
2004年の宣言の出版を記念し、10月30日聖イグナチオ教会にて、カトリック教会とルーテル教会の合同礼拝が開催され、550名が出席した。合同礼拝の式順はルーテル教会式文に沿ったもので、歌はカトリック典礼聖歌であった。日本初の事例である。

なお2006年、世界メソジスト協議会は、この共同宣言を自派に適用することを決議した。

## 書籍
- 『義認の教理に関する共同宣言』翻訳ルーテル,ローマ・カトリック共同委員会 ローマ・カトリック教会 ルーテル世界連盟 ISBN 4764264021